# Керпінет
Керпінет (рум. Cărpinet) — село у повіті Біхор в Румунії. Адміністративний центр комуни Керпінет.
Село розташоване на відстані 359 км на північний захід від Бухареста, 81 км на південний схід від Ораді, 91 км на південний захід від Клуж-Напоки, 124 км на північний схід від Тімішоари.

## Населення
За даними перепису населення 2002 року у селі проживали 585 осіб. Рідною мовою 584 особи (99,8%) назвали румунську.
Національний склад населення села:
| Національність | Кількість осіб | Відсоток |
| -------------- | -------------- | -------- |
| румуни         | 578            | 98,8%    |
| угорці         | 5              | 0,9%     |